# Кукушкообразные
Кукушкообра́зные (лат. Cuculiformes) — отряд новонёбных птиц, содержащий в настоящее время одно семейство кукушковых. Ранее к отряду относили семейства тураковых (Musophagidae) и гоациновых (Opisthocomidae), сейчас выделенные в самостоятельные отряды.

## Общая характеристика
Преимущественно древесные птицы массой от 20 г до 1 кг, распространенные почти по всем материкам, кроме высоких широт, но большинство видов живет в тропиках. Клюв удлиненный, слегка изогнутый. Два пальца ноги направлены вперед, два — назад. Окраска более или менее однотонная, самцы похожи на самок. Питаются различными насекомыми и другими животными. Из 130 видов кукушек более половины видов — типичные моногамы; строят примитивное гнездо, оба партнера насиживают кладку из 2—6 яиц и кормят птенцов, покидающих гнездо в возрасте около месяца. У остальных видов в той или иной степени выражен гнездовой паразитизм. У части видов он выражается лишь в том, что они гнезд не строят, а занимают чужие. У некоторых видов часть самок, занимая чужие гнезда, сами высиживают кладку и выкармливают птенцов, а другие подбрасывают яйца в гнезда своего вида или другим птицам.

## Классификация
К кукушкообразным птицам относятся следующие семейства и подсемейства: 
- Кукушковые (Cuculidae)
  - Настоящие кукушки (Cuculinae)
  - Пестроклювые кукушки (Phaenicophaeinae)
  - Кукушки-личинкоеды (Crotophaginae)
  - Бегающие кукушки (Neomorphinae)
  - Coccyzinae — Американские кукушки (подсемейство)
  - Шпорцевые кукушки (Centropodinae)